# Coleophora cretensis
Coleophora cretensis is een vlinder uit de familie van de kokermotten (Coleophoridae). De wetenschappelijke naam van de soort is voor het eerst geldig gepubliceerd in 1983 door Baldizzone.